# Histoire de Belfast

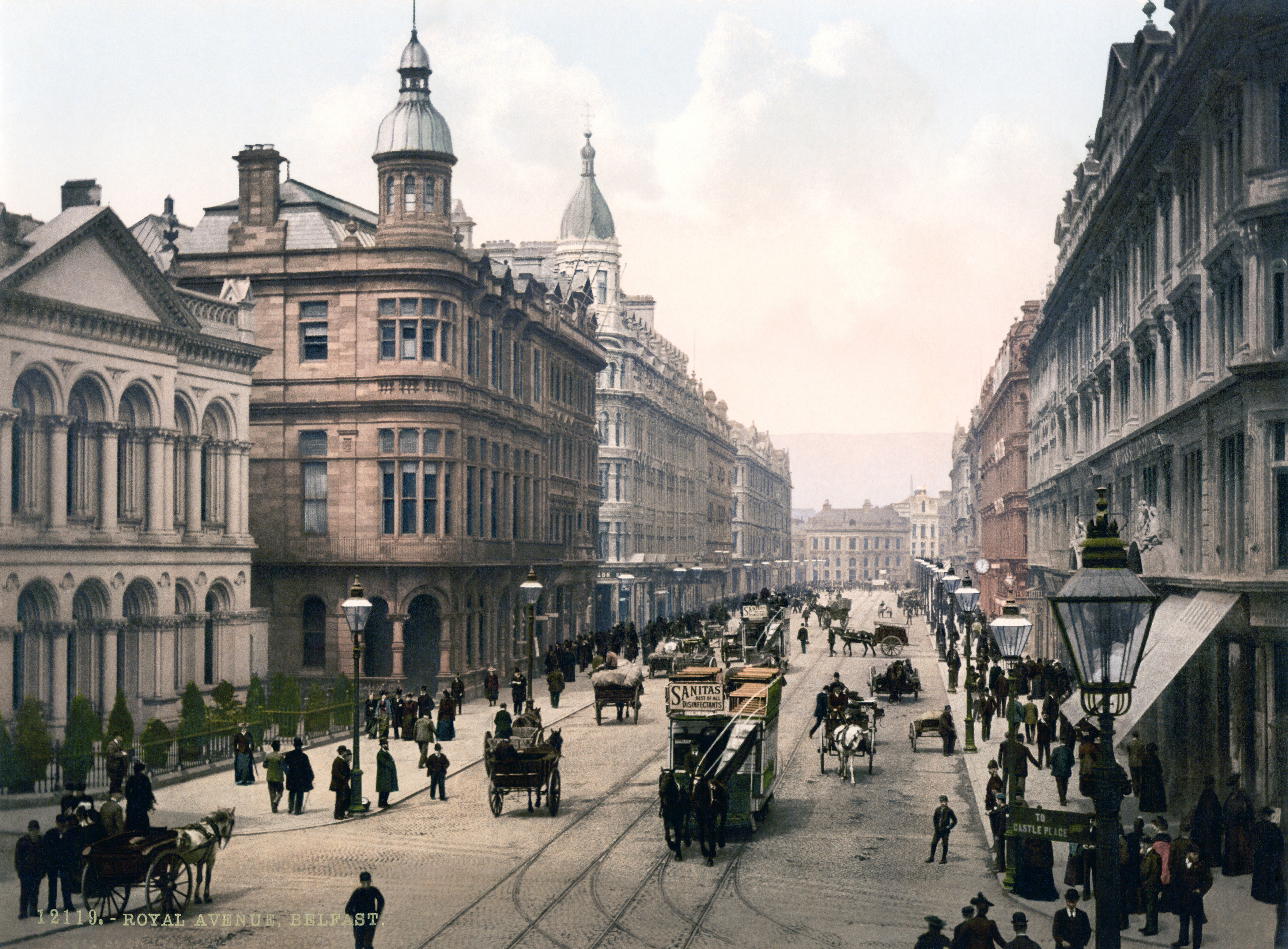
Royal Avenue, Belfast. Photochrome print circa 1890-1900.

Belfast est une ville qui s'est développée vers la période de 3500 à 600 avant Jésus-Christ et a pris réellement un statut de ville au XVIIIe siècle. Belfast est aujourd'hui la capitale de l'Irlande du Nord. À travers l'histoire, Belfast a été un centre historique, industriel et commercial important. À la fin du XXe siècle elle a souffert du déclin de l'industrie traditionnelle et en particulier de la construction navale. Belfast est aussi une ville très marquée historiquement par de violents conflits entre les communautés catholiques et protestantes.
Aujourd'hui, Belfast est une ville en paix qui se développe, en particulier à l'intérieur de la ville et dans les zones de docks.

## Les premiers temps
Les premiers établissements permanents sont construits à l'Âge du fer. L'Anneau du Géant, une henge vieille de 5 000 ans, se trouve près de la ville et des traces d'occupation à l'âge du bronze et du fer ont été trouvées dans les collines environnantes. Par exemple, le Fort de McArt, une colline fortifiée de l'âge du fer, se trouve au sommet de Cave Hill, au nord de la ville.
À l'origine, Belfast est un petit village situé autour du gué marécageux où la rivière Lagan croise la rivière Farset (l'emplacement de High Street et Victoria Street aujourd'hui). Le nom de Belfast est la version anglicisée du vieil irlandais Beal Feirste, qui signifie « bouche du Farset ». Belfast a fait partie du royaume de Dál Riata d'environ 500 à la fin des années 700. Le gué de Belfast existe déjà en 665, date à laquelle une bataille est enregistrée sur le site. L'église anglicane de Saint-George est construite sur le site d'une ancienne chapelle qui était utilisée par les pèlerins qui traversaient les rivières. La première mention de la chapelle du Gué figure dans les rôles d'imposition papaux de 1306.

## Belfast médiévale
En 1177, lors de l'invasion normande de l'Irlande, John de Courcy acquiert des terres dans l'est de l'Ulster, dont le petit village de Belfast. Pour consolider son pouvoir sur la région, il ordonne la construction de fortifications à Belfast et dans la ville voisine de Carrickfergus, ce qui aboutit à la construction des châteaux de Belfast et de Carrickfergus. Le site d'origine du château de Belfast se trouve à peu près à l'endroit où se rejoignent aujourd'hui Castle Place et High Street, dans le centre-ville de Belfast. Le château a été attaqué, récupéré, détruit et reconstruit à de nombreuses reprises.

## Belfast, ville marchande et centre industriel
Dès le début du XVIIe siècle, le commerce maritime commence à prendre une réelle importance et le commerce atlantique va donner à l'Irlande une réelle importance dans le commerce maritime mondial. Les premiers chantiers navals voient le jour. Tout au long du XVIIe siècle et dès la fin du XVIIe siècle les colons anglais, écossais et les huguenots ont favorisé l'industrie du lin. À la suite de la révocation de l'édit de Nantes, le départ des Huguenots de France en 1685 a contribué à l'essor de l'industrie linière. Un lin été exporté en Angleterre. Cette prospérité durera même pendant le XIXe siècle quand Belfast deviendra une métropole industrielle irlandaise. Vers 1800 la population a cru à 20 000 habitants vers 1914 elle est passée à 400 000 habitants. Pendant ce temps ont été construites de nombreuses infrastructures comme des immeubles victoriens. En 1888 la ville a reçu le titre de « City » par la reine Victoria.

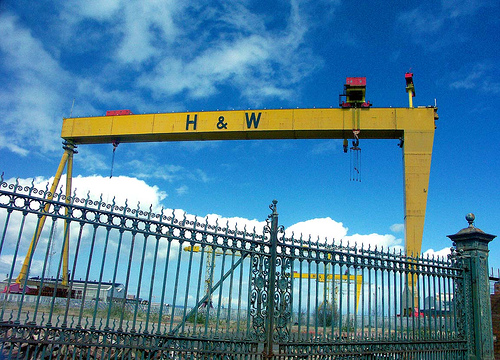
Samson & Goliath

## Capitale de l'Irlande du Nord

### La séparation 1921-20
Les projets d'Home Rule qui visaient à accorder une plus grande autonomie à l'Irlande tout en restant sous la domination de la couronne britannique ont provoqué des émeutes à Belfast. Les partisans de l'autonomie créent la milice des Irish Volunteers. Le parti Sinn Féin a remporté une majorité de sièges en Irlande, mais pas en Ulster, où, les nationalistes de Belfast ont continué à voter pour les membres du parti irlandais parlementaire et les syndicalistes pour le parti unioniste. Par la suite, un conflit s'est développé entre les forces de sécurité et l'Armée républicaine irlandaise (IRA).

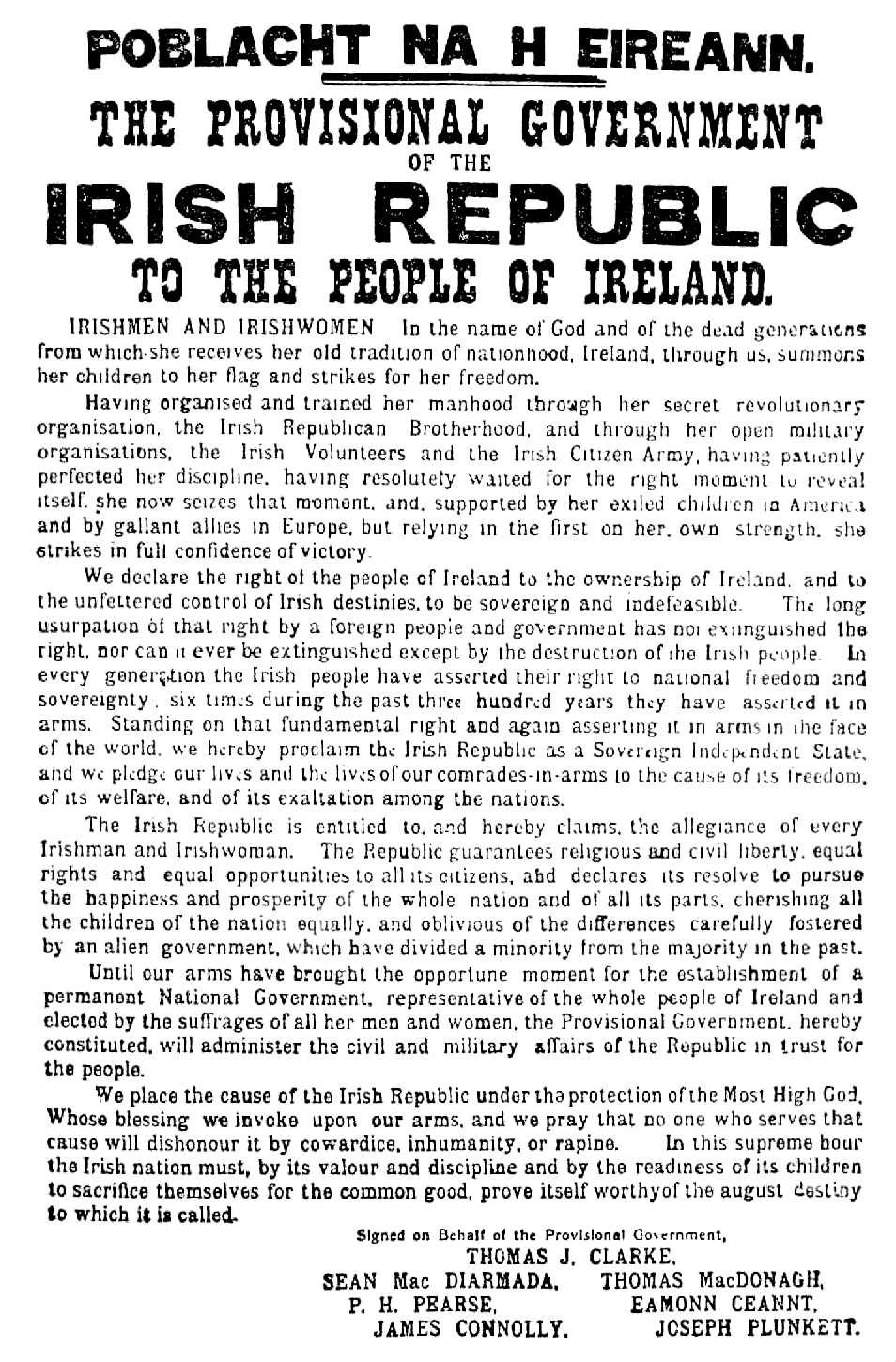
La proclamation de la République irlandaise par les insurgés de 1916.

### Le conflit 1920-1922
Alors que la guerre d'indépendance irlandaise embrase toute l'île, la situation se complexifie à Belfast. Un conflit a opposé les deux communautés du territoire. Les minoritaires nationalistes, presque tous catholiques, motivés par un désir d'égalité des droits et d'union avec la république d'Irlande opposés aux majoritaires unionistes, presque tous protestants descendants des colons installés au XVIIe siècle, partisans d'une Irlande du Nord sous la couronne britannique. Le 21 janvier 1919 des membres de l'IRA abattirent deux policiers de la police royale irlandaise du nom de James McDonnell et Patrick O'Connell. La guerre d'indépendance irlandaise a débuté le 21 janvier 1919 et se termina le 11 juillet 1921. En décembre 1921, un traité anglo-irlandais créa l'État libre d'Irlande, les 6 comtés d’Ulster qui forment l'Irlande du Nord et cela entraînera une évacuation des forces de la couronne britannique. Ce traité fut signé le 6 décembre 1921 et ratifié le 14 décembre 1921. La Commission de la frontière irlandaise définit les frontières entre l'Irlande du Nord et la république d’Irlande. L'Irlande du Nord va se composer des comtés d'Antrim, Armagh, Derry, Down, Fermanagh et Tyrone. En 1922, Belfast devient la capitale de l'Irlande du Nord.

### La Grande Dépression
À =cette époque le palais de Stormont fut construit en 1932. Comme la plupart des grandes villes de pays industrialisés Belfast a souffert de la Grande Dépression. En 1932, c'est l'année où des émeutes éclatent appelées the Outdoor Relief Riots.

### La Seconde Guerre mondiale
Belfast fut une des grandes villes bombardées par les forces allemandes. Londres a connu un blitz, Belfast a aussi connu son  blitz, le 15 avril 1941. Et 200 hommes du groupe militaire de Luftwaffe attaquèrent la ville. Le bilan fut d'environ une centaine de morts et de nombreux blessés. La ville fut détruite à 52 % et la ville fut en partie attaquée à cause du potentiel industriel de la ville.

### Le temps des «Troubles»

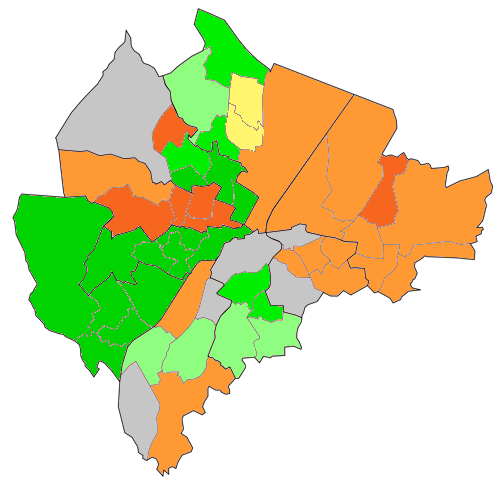
Les quartiers de Belfast en 2011 selon leur population : catholiques à plus de 80 % (vert foncé), catholiques de 60 à 80 % (vert clair), catholiques de 50 à 60 % (gris), protestants de 50 à 60 % (jaune), protestants de 60 à 80 % (orange clair), protestants à plus de 80 % (orange foncé).

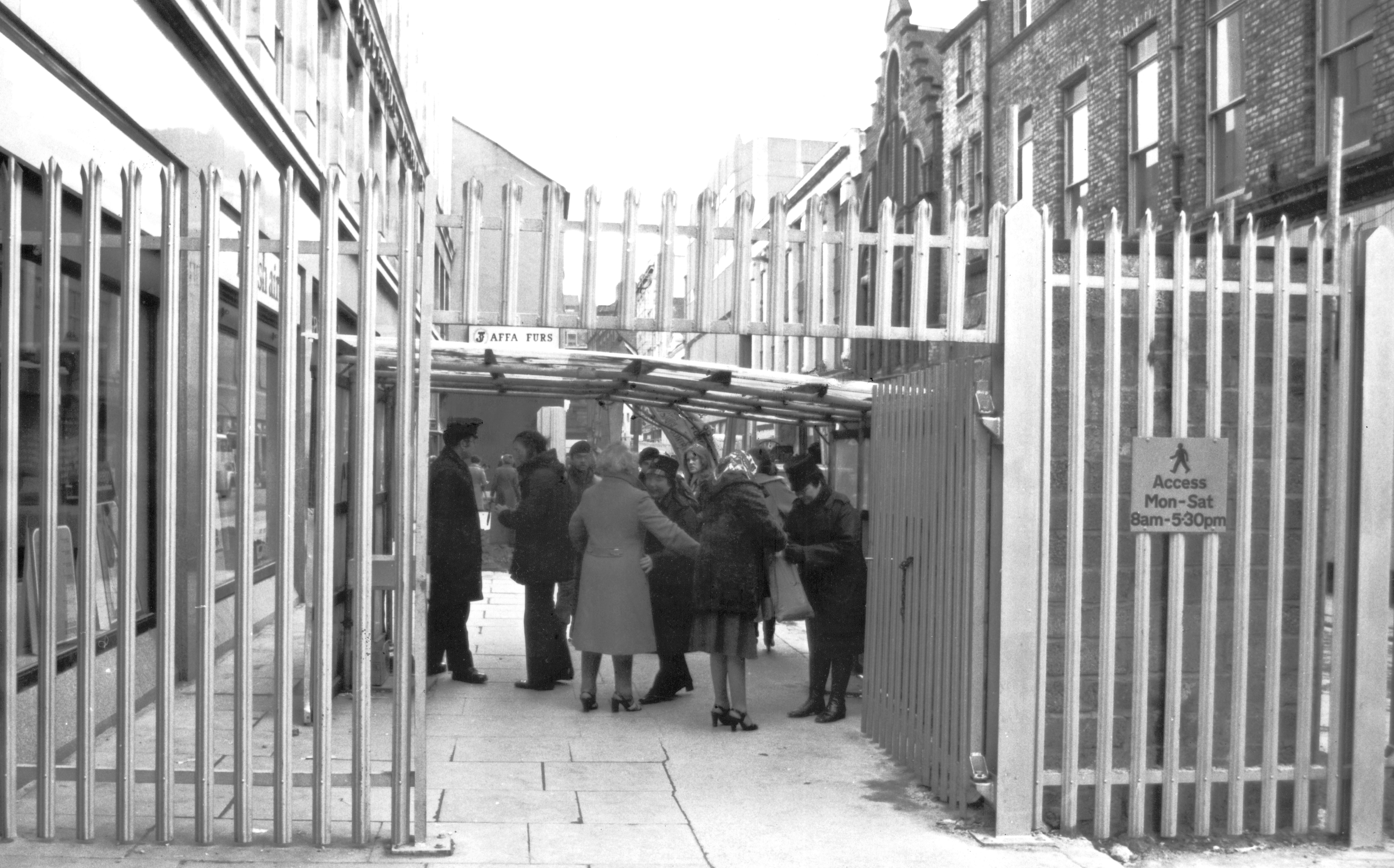
Fouille britannique à l'entrée d'un quartier protestant de Belfast en 1978.

Après la guerre d'indépendance ayant abouti à la partition de l'île en 1922, Belfast est devenue la capitale de l'Irlande du Nord, regroupant les 6 comtés restés au sein du Royaume-Uni. Pendant une grande partie de son histoire, la ville a été tiraillée par les divisions politiques entre républicains catholiques et unionistes/loyalistes protestants. Des affrontements violents ont déjà eu lieu lors de la partition de l'Irlande, faisant plus de 500 morts et plus de 10 000 personnes déplacées, pour la plupart catholiques. 
Ces divisions ont ensuite abouti à la guerre civile (communément appelée « Troubles ») qui s'est produite entre la fin des années 1960 et la fin des années 1990. La ville fut ainsi divisée de facto:
- en secteurs catholiques républicains, fiefs de l'IRA provisoire : une grande partie de Belfast Ouest notamment Falls Road, ainsi qu'Ardoyne et New Lodge au nord et Short Strand à l'est;
- en secteurs protestants loyalistes : une grande partie de Belfast Nord et Belfast Est, Shankill Road à l'ouest, ainsi que Sandy Row et Ormeau Road au sud.

Ces différents quartiers étaient séparés par des barricades, depuis consolidées par les Murs de la paix (Peace Lines). Belfast a ainsi vécu durant 30 ans entre attentats et émeutes. Les guérillas urbaines étaient quotidiennes dans certains quartiers où les deux communautés s'affrontaient. La ville vivait en outre quadrillée par l'armée britannique avec de nombreux check-points et le centre-ville retranché dans une zone sécurisée. Plus de 1 500 personnes ont été tuées et 20 000 blessées dans toute la ville.

### L’histoire récente

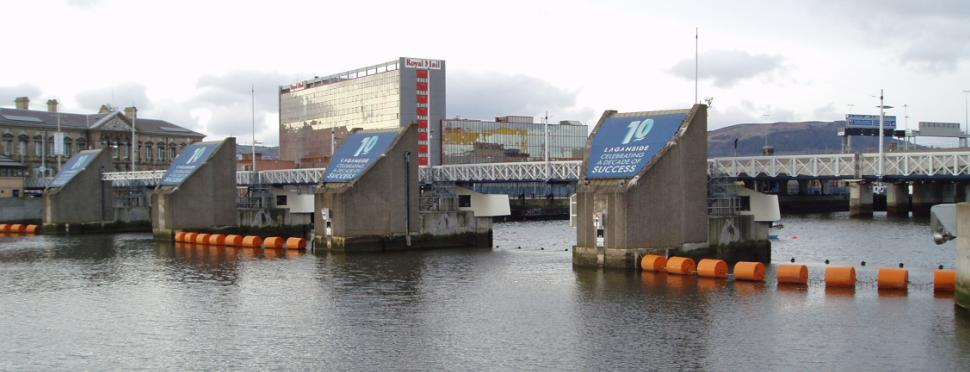
Barrage de Lagan Weir.

Depuis 1989 une corporation visant à redévelopper des aires près de la rivière Lagan appelée la Laganside Corporation. Le but est l'exploitation des terres et des bâtiments en service, encourager l'investissement, le développement du commerce et de l'industrie à la fois nouvelle et existante, ainsi que la création d'un environnement attractif. Ce qui encouragerait les gens à vivre et travailler dans ces aires géographiques en fournissant des logements suffisants, et des installations récréatives et culturelles. Cette corporation doit aussi contribuer à la diffusion d'une image internationale positive de la ville pour encourager l'investissement et le tourisme.
Le 31 août 1994, un cessez-le-feu provisoire est décrété par l'Irish Republican Army(l'IRA). En 1998, l'Accord du Vendredi saint, dit « le Good Friday Agreement », ou appelé « l'Accord de Belfast » prévoyait un parlement autonome en Irlande du Nord, une garantie du respect des droits civiques, des conseils administratifs transfrontaliers, environnementaux, touristiques et de linguistiques régionales et un conseil politique britannico-irlandais. Cet accord stipule aussi un gouvernement local et un partage de pouvoir entre protestants et catholiques devrait être établit. Mais en 2002, le Parlement cesse à cause d'un scandale d'espionnage.
En 2006, les Accords de Saint - Andrews vont préparer la mise en place de Martin McGuinness du Sinn Féin comme vice-premier ministre et Ian Paisley, le leader du Parti unioniste démocrate aux élections de 2007. En avril 2007, le Parlement reprend ses fonctions.